# Encymachus livingstonei
Encymachus livingstonei là một loài nhện trong họ Salticidae.
Loài này thuộc chi Encymachus. Encymachus livingstonei được Eugène Simon miêu tả năm 1902.